# SpaceX CRS-25
SpaceX CRS-25 – bezzałogowa misja zaopatrzeniowa statku Dragon 2 firmy SpaceX do Międzynarodowej Stacji Kosmicznej. Start rakiety miał miejsce 15 lipca o 2:44:22 czasu polskiego (lokalnie zbliżało się południe). Kapsuła SpaceX Dragon-2 dotarła do ISS o godzinie 17:21 16 lipca 2022 i pomyślnie zadokowała do modułu Harmony.

## Dokowanie do ISS
Do dokowania doszło o godzinie 15:21, 16 lipca 2022, ok. 267 mil (430 km) nad Oceanem Atlantyckim.